# Dinastija Qin
Dinastija Qin (kineski: 秦朝, pinyin: Qín Cháo, transliteracija: Ćin Ćao) je bila vladajuća kineska dinastija u razdoblju između 221. i 206. pr. Kr. Njezini vladari su potjecali od vladara države Qin, nazvane po imenu Qin koje je navodno njihovim predcima dao mitski prvi car Kine, Žuti Car. Nakon što je ta država u 4. stoljeću pr. Kr. naglo ojačala za vrijeme vladavine Shang Yanga u razdoblju zaraćenih država, u 3. stoljeću pr. Kr. je poduzela niz uspješnih pohoda na druge države, a kada je konačno pokorila državu Chu, ostatke nominalne vladarske dinastije Zhou, te druge države, postala je neospornim gospodarom Kine.
Vladavina Qina je prouzročila povećanje trgovine, poljoprivredne proizvodnje te vojnog razvoja. Dinastija Qin je to ostvarila ukidanjem feudalnih zemljoposjednika prema kojima su prethodno seljaci bili dužni iskazivati vjernost. Tako je centralna vlast stekla kontrolu nad masama, stekavši izvor radne snage. To je omogućilo niz ambicioznih građevinskih pothvata, od kojih je najpoznatiji Kineski zid. Dinastija Qin je također uvela niz administrativnih reformi koje su se prije svega odnosile na standardizaciju mjera širom novostvorenog Carstva. Dinastija Qin je, s druge strane, nastojala svoju vlast legitimizirati pokušajem da se izbrišu svi tragovi prethodnih dinastija, što je dovelo do zloglasnog „paljenja knjiga i pokapanja učenjaka”, zbog čega je bila predmetom kritike budućih generacija povjesničara i znanstvenika. Dinastija Qin je također poznata i po uvođenju niza inovacija u vojnoj tehnologiji, kao što su nova oružja, načini prijevoza i taktike.
Usprkos vojnoj moći, dinastija Qin nije dugo potrajala. Nakon smrti njezinog prvog cara, Qin Shi Huangdija, 210. pr. Kr. na prijestolje je došao njegov sin, Qin Er Shi, ali su zapravo vladala dva suparnička savjetnika. Njihove svađe su dovele do smrti obojice, ali i smrti drugog cara. Nekoliko godina kasnije je izbio narodni ustanak, što je oslabio Carstvo, te je vlast preuzeo časnik Liu Bang koji će osnovati dinastiju Han. „Prvi Car dinastije Qin se hvalio kako će njegovo carstvo trajati 10.000 generacija; potrajalo je samo 15 godina”. Usprkos brzom sršetku, dinastija Qin je postala jednom od najpoznatijih i najvažnijih kineskih dinastija, prije svega zbog toga što je smatraju prvom pravom carskom dinastijom, ujediniteljem Kine. Zbog toga je upravo po njoj moderna Kina dobila ime.

## Vanjske poveznice
- zemljovid dinastije Qin  Arhivirana inačica izvorne stranice od 30. srpnja 2013. (Wayback Machine)

| prethodnik Dinastija Zhou | Dinastije u kineskoj povijesti 221.–207. pr. Kr. | nasljednik Dinastija Han |